# Mississippi (1935)
Mississippi is een musicalfilm uit 1935 van regisseur A. Edward Sutherland met Bing Crosby, W.C. Fields en Joan Bennett in de hoofdrollen.
Het verhaal is gebaseerd op het toneelstuk Magnolia van Booth Tarkington.
Richard Barthelmess werd voor zijn rol genomineerd voor de Academy Award for Best Actor

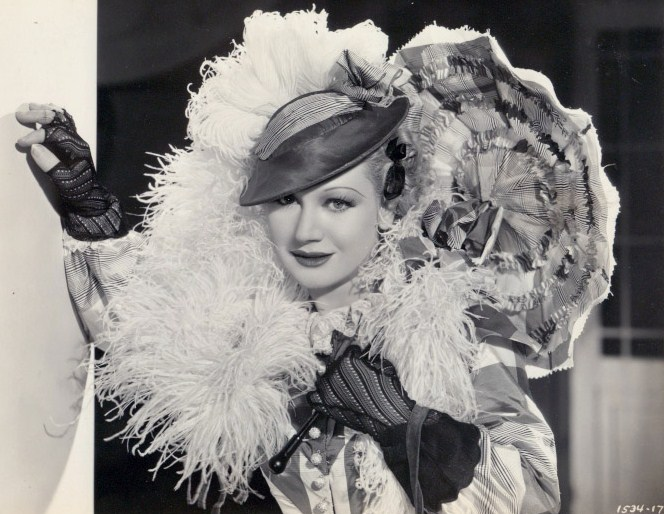
Queenie Smith in Mississippi

## Rolverdeling
| Acteur                  | Personage                         |
| ----------------------- | --------------------------------- |
| Bing Crosby             | Tom Grayson                       |
| W.C. Fields             | Commodore Jackson                 |
| Joan Bennett            | Lucy Rumford                      |
| Queenie Smith           | Alabam'                           |
| Gail Patrick            | Elvira Rumford                    |
| Claude Gillingwater Sr. | General Rumford                   |
| John Miljan             | Major Patterson                   |
| Edward Pawley           | Joe Patterson                     |
| Fred Kohler             | Captain Blackie                   |
| John Larkin             | Rumbo                             |
| Libby Taylor            | Lavinia                           |
| Matthew Betz            | Man at Bar                        |
| Teresa Maxwell-Conover  | Miss Markham                      |
| Paul Hurst              | Hefty                             |
| Jan Duggan              | Thrilled Passenger in Pilot House |
| Ann Sheridan            | Schoolgirl                        |